# Педро Хирон-и-Веласко
Педро Хирон-и-Веласко (Педро Хирон де Веласко, Педро Хирон) (исп. Pedro Girón y Velasco; 1477/1478 — 25 апреля 1531, Севилья) — испанский дворянин, генерал-капитан Вальядолида, назначенным хунтой в Тордесильясе, 3-й граф Уруэнья (1528—1531), гранд Испании. Он также носил титулы сеньора Осуна, Тьедра, Пеньяфьель, Брионес, Фречилья, Морон-де-ла-Фронтера, Арчидона, Арааль, Ла-Пуэбла-де-Касалья, Хельвес, Ольвера, Ортехикар, Вильяфречос, Гумьель-де-Исан, Вильямайор и Сантибаньес.

## Биография

### Ранние годы
Родился в одной из самых зажиточных дворянских семей Кастилии, он был старшим сыном Хуана Телес-Хирона, 2-го графа Уруэнья (1456—1528), и Леонор де ла Вега Веласко, дочери Педро Фернандеса де Веласко и Манрике де Лара, 2-го графа де Аро. Брат Хуана Тельес-Хирона Эль-Санто и внук Педро Хирона, магистра Ордена Калатравы (1445—1466).

### Претензии к герцогству Медина-Сидония
После смерти своего зятя Энрике де Гусмана, 4-го герцога Медина-Сидония (1494—1513), в 1513 году Педро Хирон заявил права на герцогство своей жены, не признав своего сводного брата Алонсо Переса де Гусмана его преемником, утверждая, что он незаконнорожденный, потому что родился в браке без разрешения родства. Педро Хирон молниеносно захватил лен, но король Фердинанд Католик вскоре вернул его и передал Гусману, на котором он планировал жениться на своей внучке Ане де Арагон. После смерти монарха в середине февраля 1516 года он организовал вооруженную экспедицию в направлении Морона и Медины-Сидонии. Столкнувшись с городским сопротивлением, которым руководил кардинал Сиснерос, регент королевства, Педро Хирон окружил город Санлукар-де-Баррамеда, но встретил сопротивление со стороны герцога Аркоса и был вынужден отступить. После этого неудачного маневра войска Алонсо де Фонсека вышли ему навстречу и заставили его бежать.
Как только новый монарх Испании Карлос I Габсбург был приведен к присяге, Педро Хирон неоднократно обращался к нему, чтобы он отдал должное его требованиям. Согласно хронисту Пруденсио де Сандовалю, в первые дни марта 1520 года он протестовал, что не выполнил своего обязательства разрешить спор «после того, как дела Каталонии и Валенсии были закончены». Ситуация обострилась бы перед лицом угроз Хирона, который чуть не был арестован членами Совета палаты. Еще одно столкновение произошло во время открытия кортесов Сантьяго-де-Компостела в конце месяца, когда Педро Хирон пригрозил взяться за оружие, если в правосудии будет отказано. Ответ, который он получил от короля, был категоричен: «Вы заплатите, дон Педро Хирон, если попытаетесь что-то противопоставить нашей власти».

### Восстание комунерос

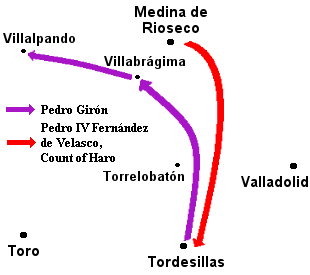
Движение войск в декабре 1520 г.

Педро Хирон поддержал восстание комунерос, вспыхнувшее в апреле 1520 года, добровольно представ перед «Священную хунту Сообществ Кастилии», собравшейся в Тордесильясе. Участвовал в командовании небольшим войском во время изгнания королевского совета Вальядолида, 30 сентября и 1 октября 1520 года встретился с кардиналом Адриано де Утрехтом, регентом королевства, чтобы приказать ему не покидать город. Историк Жозеф Перес включает его в число «обиженных» комунерос, группы людей, которые увидели, что их личные амбиции были разочарованы новой монархией Карлоса I, и присоединились к восстанию скорее из злобы, чем по политическим убеждениям.
Завоевав его доверие, Священная хунта 11 октября официально объявила о его назначении генерал-капитаном, а через месяц, 18 ноября, предоставила в его распоряжение городское ополчение. Несмотря на то, что движение комунерос таким образом заручилось поддержкой крупного сеньора со всем престижем, который это подразумевало, решение не было принято единогласно и в конце концов вызвало недовольство некоторых мятежных рядов. Педро Хирон продвинулся к Медина-де-Риосеко и разместил свою штаб-квартиру в городе Вильябрахима, всего в одной лиге от королевской армии. По необъяснимым причинам 2 декабря он мобилизовал свои войска, направлявшиеся к городу Вильяльпандо, который на следующий день сдался, не оказав сопротивления. При этом движении путь на Тордесильяс остался незащищенным, по которому королевская армия предприняла марш на Тордесильяс и после кровопролитного сражения заняла город, который 4 декабря был резиденцией хунты комунерос.
Источники расходятся во мнениях относительно того, предал ли Хирон комунерос или просто совершил тактическую ошибку. Антонио де Гевара, современник событий, утверждает, что убедил капитана коммунерос перейти на другую сторону, но историческая достоверность его показаний весьма сомнительна. Правда состоит в том, что среди солдат и боевиков действительно ходили слухи об измене, но община Вальядолида — города, в который перебралась хунта, — никогда не переставала доверять Хирону и предлагала ему полную поддержку после поражения.
Несмотря на настойчивость некоторых прокуроров хунты, в том числе епископа Антонио де Акунья, 15 декабря Педро Хирон сообщил общине Вальядолида о своей отставке с поста генерал-капитана. Согласно рассказу Пруденсио де Сандоваля, он отправился с некоторыми копьями в Туделу, но, поскольку город не хотел его принимать, ему пришлось отправиться в Виллабаньес. Автор Relation of the Discourse of the Communities, со своей стороны, помещает Хирона в Пеньяфьель и указывает на его быстрое обращение на сторону роялистов:
Прибыв в Вальядолид, после того как члены общины потерпели поражение в Тордесильясе, Педро Хирон оставил должность генерал-капитана и отправился в Пеньяфьель, виллу, принадлежавшую графу Уруэнья, его отцу, и через несколько дней после прибытия туда он был переведен на службу императору.
Однако после своего дезертирства Педро Хирон поддерживал постоянный эпистолярный обмен с сообществом Вальядолида и восставшей хунтой. В тот же самый 12 января 1521 года приказал вернуть ему сумму денег, которую он одолжил, а 5 февраля уполномочил его вывезти шесть центнеров пороха из Медина-дель-Кампо. Со своей стороны, 4 апреля он сообщал о передвижениях противника, осуществленных в Бургосе герцогом Нахера и констеблем Кастилии. О том, что отношения между двумя партиями не были полностью разорваны, свидетельствует тот факт, что после поражения Вильялара и казни главных вождей многие члены общины призывали Педро Хирона вернуться к командованию армией, хотя он отклонил эту просьбу. Во всяком случае, это было двусмысленное отношение и ожидание, как объяснял регент в письме от 23 декабря 1520 года: «Хотя он, по слухам, порвал с Общиной, но до сих пор не объявил и не решил служить вашему высочеству лицом и народом»

### Королевское помилование
Хотя монарх был немедленно проинформирован о позиции Педро Хирона, он не дал немедленного ответа. В январе 1521 года адмирал Кастилии приписал все бедствия, которые произошли в Андалусии, этой королевской неопределенности, особенно группировкам Севильи, а в марте он снова настоял на том, чтобы послать Хирону прощение за отчаяние, в котором он оказался. 11 мая, после битвы при Вильяларе, Педро Хирон лично попросил у короля прощения за свой прошлый мятеж. 28 мая он написал к нему снова, чтобы позволить ему, пока его возвращение задерживается, отправиться во Фландрию на службу, так как он не хотел быть безработным в то время, когда король нуждался в помощи, и я видел, как заняты другие.
Педро Хирон вмешался, чтобы помочь монарху, когда в мае 1521 года Наварра подверглась нападению мощной французской армии. Он отразил мятеж в Памплоне, вызванный отсутствием заработной платы, и лично участвовал в некоторых столкновениях. Томас Роша утверждал: «Великодушный и сильный Педро Хирон не является исключением, который, храбро сражаясь на лошади, был убит противниками, а своей рукой он убил многих французов». Однажды ему пришлось отправиться освобождать своего зятя Бельтрана де ла Куэва, который был заключен в тюрьму, и, окруженный французами, выиграл стычку, в которой был ранен. В 1522 году он вернулся на арену войны по случаю французской осады Фуэнтеррабии. Констебль Кастилии в силу его героической службы просил короля простить Педро Хирона и оказать ему некоторую милость, хотя опять не получил ответа.
6 августа 1522 года Педро Хирон снова написал королю, извиняясь за то, что не отправился в порт Сантандер, чтобы встретить его во время его прибытия, и почтительно прося его о пощаде. По этому поводу ответом стала повестка для дачи показаний, выданная 14 августа. Два с половиной месяца спустя он был одним из 293 человек, освобожденных от общего помилования, дарованного Карлосом I 1 ноября 1522 года из Вальядолида. По словам летописца Педро Мартира де Англерия, он «исчез», зная, с какой суровостью монарх вернулся в Кастилию. Его местонахождение в течение полутора лет неизвестно; Вероятно, как утверждает Жозеф Перес, ему не следовало покидать Испанию, так как у него были бы важные покровители. Но правда в том, что королевское помилование не заставило себя долго ждать. 9 января 1522 года монарх даровал Педро Хирону долгожданное помилование благодаря мольбам и услугам, предложенным его отцом, графом Уруэнья, и его собственными в войне при Наварре. Он восстановил добрую славу и честь, которые были у него до его мятежа, а также имущество, которое было конфисковано, но взамен он должен был отправиться в следующие четыре месяца, чтобы служить ему в североафриканском городе Оран, имея за свой счет пятнадцать копий, в течение шести лет сражаться против мусульман Африки.
За время своей военной службы в Оране Педро Хирон и Веласко отличился в многочисленных стычках с неверными. Его выдающиеся способности и усилия родственников привели к тому, что король Испании Карлос I письмом от 27 марта 1524 года освободил его от всякой службы в Оране и разрешил ему вернуться в Кастилию без какого-либо наказания.

## Последние годы и смерть
После помилования Педро Хирон стал доверенным лицом монарха. Он сопровождал его в поездке, которую он совершил в Севилью и Гранаду, где он показал себя очень искусным в игре, сбив лошадь, на которой ехал внук Руи Диаса де Рохаса из Антекеры.
После смерти своего отца Хуана Тельес-Хирона де лас Касаса в 1528 году он стал 3-м графом Уруэнья, унаследовав остальные титулы: сеньор Осуна, Тьедра, Пеньяфьель, Брионес, Фречилья, Морон-де-ла-Фронтера, Арчидона, Арааль, Ла-Пуэбла-де-Казалла, Хельвес, Ольвера и Ортехикар.
Педро Хирон и Веласко скончался в Севилье 25 апреля 1531 года.
Будучи наследником по мужской линии, его дочь не могла унаследовать его титул, и, несмотря на поданный иск, ему наследовал его младший брат, Хуан Тельес-Хирон, как 4-й граф Уруэнья. Позже его племянник, сын Хуана, Педро Тельес-Хирон-и-де-ла-Куэва станет 1-м герцогом Осуна.

## Брак и потомство
Он женился, после получения папского разрешения, на своей двоюродной сестре Менсии де Гусман, дочери Хуана Алонсо де Гусмана, 3-го герцога Медины Сидонии (1466—1507), и его первой жены, Леонор де Веласко. У него была только одна дочь от его брака:
- Мария Хирон де Гусман, которая вышла замуж по папскому разрешению за Хуана Санчеса де Веласко-и-Товара, 1-го маркизом Берланга (1490—1540), сыном Иньиго Фернандеса де Веласко-и-Мендосы, констебля Кастилии и 2-го герцога Фриаса (1462—1528), и его жены Марии де Товар-и-Виверо. Среди их детей были: Иньиго Фернандес де Веласко-и-Товар, констебль Кастилии и 4-й герцог Фриас (1520—1585); Изабель де Товар-и-Энрикес де Веласко, первая жена Антонио Гомеса Манрике де Мендоса-и-Сандоваля, 5-го графа Кастрохериса; и Инес де Товар-и-Энрикес де Веласко, жена Херонимо де Асеведо-и-Суньиги, 4-го графа Монтеррея (1522—1562).